# یوزف روونسکی
یوزف رووِنسکی (چکی: Josef Rovenský؛ ۱۷ آوریل ۱۸۹۴ – ۵ نوامبر ۱۹۳۷) فیلم‌نامه‌نویس، کارگردان فیلم و بازیگر یهودی اهل جمهوری چک بود.
از فیلم‌ها یا برنامه‌های تلویزیونی که وی در آن نقش داشته‌است، می‌توان به بازرس و خواهر آنجلیکا اشاره کرد.